# Victor Stoichita
Victor Ieronim Stoichita (de son nom roumain : Victor Ieronim Stoichiță, prononcer Stoï-ki-tsa), né à Bucarest, en Roumanie, le 13 juin 1949 est écrivain, historien et critique d'art.
Après avoir fini ses études universitaires[Quand ?] à Bucarest, il a obtenu sa licence à Rome en 1972 et son doctorat d’État à Paris en 1990. 
De 1991 à 2019, il a enseigné l'histoire de l'art moderne et contemporain à l'université de Fribourg en Suisse. Ses recherches portent sur l’herméneutique et l’anthropologie de l'image, et plus particulièrement sur les arts italien et espagnol.

## Biographie
Descendant d’une vieille famille d’aristocrates de Transylvanie, il naît dans une famille de médecins. Le jeune Victor est très proche de son grand-père paternel, dont il porte le prénom, malgré le peu de temps qu’il passe avec lui. En raison de leur statut social, le grand-père et un oncle (prince) sont emprisonnés par le régime communiste. Le jeune Victor a 4 ans lorsqu’il voit l’arrestation de son grand-père dans la maison de ce dernier à Cluj, où il était un médecin et un professeur universitaire très respecté avec une activité scientifique, littéraire et musicale impressionnante. Le petit-fils reverra son grand-père à l’âge de 7 ans mais un an après, son grand-père meurt.
Victor Stoichita étudie l'histoire de l'art à Bucarest, à Rome (Dottore in Lettere), Paris (doctorat d'État ès Lettres) et Munich (Humboldt Fellow).
Il a été professeur invité auprès de diverses institutions d'éducation supérieures dont les universités de Madrid, l'université hébraïque de Jérusalem, Harvard, Göttingen, Francfort, Santiago du Chili, Bologne, l'École des hautes études en sciences sociales et au Collège de France. Il a été fellow du Wissenschaftskolleg de Berlin, du Getty Research Institute de Los Angeles, de l'Institute for Advanced Study de Princeton (New Jersey) et du Centre de études avancées en arts visuels de Washington, ainsi que professeur invité à l'Institut Max-Planck de Rome. En 2013 il a été titulaire de la "Chaire internationale Francqui" auprès de plusieurs universités belges, en 2014 titulaire de la Chaire du Louvre, en 2016, titulaire de la chaire Erwin Panofsky auprès du Zentralinstitut für Kunstgeschichte de Munich, en 2016 titulaire des "Bernard Berenson  Lectures" au  The Harvard University Center for Italian Renaissance Studies (Vill I Tatti) et en 2018 titulaire de la Chaire Européenne du Collège de France. 
Il a donné de nombreuses conférences dans divers musées dont le Louvre, le Prado, l'Art Institute of Chicago, le musée Guggenheim de Bilbao, l'Alte Pinakothek de Munich, la Galerie nationale de Washington, le musée des beaux-arts de Mexico.
Après avoir quitté la Roumanie en 1982, il s'intéresse plus particulièrement à l'art espagnol et aux problèmes herméneutiques. Ses livres proposent un nouveau point de vue et des recherches qui contribuent à éclairer le rôle de la peinture espagnole dans le contexte européen, dans la culture et la spiritualité occidentales.
En 2014, Victor I. Stoichita a reçu le titre de chevalier des Arts et des Lettres de la République française et en 2020 le Prix de la Fondation Aby Warburg de Hambourg et la médaille Martin Warnke.
Il est membre associé de l'Académie Royale de Belgique, membre étranger de l'Accademia dei Lincei, membre étranger de l'Académie Polonaise des Arts et des Sciences, membre de l'Academia Europaea et lauréat de l'Académie française (médaille de vermeil 2015 pour le rayonnement de la langue et de la littérature française). Il est docteur h.c. de l'Université Catholique de Louvain-La Neuve, de l'Université des Arts de Bucarest et de l'Université de Timisoara. 
Il est marié à Anna Maria Coderch, historienne de l'art et traductrice et père de Pedro Stoichita, graphic  designer (Berlin) et de Maria Stoichita, médecin (Berlin). 
Ses archives sont conservées auprès des Archives de l’Université de Fribourg (Suisse).   

## Publications

### Ouvrages
Parmi ses derniers ouvrages (traduits dans une quinzaine langues) figurent :
- L’Instauration du Tableau : métapeinture à l’aube des temps modernes, Paris, 1993 (nouvelle éd. Genève, 1999)
- Visionary Experience in the Golden Age of Spanish Art, Londres, Reaktion, 1995
  - L'Œil mystique : peindre l'extase dans l'Espagne du Siècle d'or, Paris, Le Félin, 2011
- Brève histoire de l’ombre, Londres, 1997 ; Genève, 2000
- Goya: The Last Carnival, en collaboration avec Anna Maria Coderch, Londres, 1999
- The Pygmalion Effect, Chicago, 2008
- Figures de la transgression, Genève, Droz, 2013
- L'Image de L'Autre: Noirs, Juifs, Musulmans et "Gitans" dans l'art occidental des Temps modernes, Paris, 2014
- Oublier Bucarest, Arles, Actes Sud, 2014 (Médaille de vermeil de l'Académie Française) - traduit aussi en roumain, “Despartirea de Bucuresti”, Humanitas, Bucarest, 2015
- L'Effet Sherlock Holmes. Variations du regard de Manet à Hitchcock, Paris, 2015
- “Comment savourer un tableau et autres études de l’histoire de l’art”, Humanitas, Bucarest, 2015
- Des Corps. Anatomies, Défenses, Fantasmes, Genève, Droz, 2019.

### Articles
- Avec Jesusa Vega, Jesús Carrillo, Francesc Fontbona de Vallescar, Vicente Lleo et Juan Antonio Ramírez, « Points de repère pour l’histoire de l’art en Espagne », Perspective, 2 | 2009, 180-206 [mis en ligne le 24 juillet 2014, consulté le 07 février 2022. URL : http://journals.openedition.org/perspective/1356 ; DOI : https://doi.org/10.4000/perspective.1356].

## Distinctions
- Chevalier de l'ordre des Arts et des Lettres (2014)